# Comissió per omissió
La comissió per omissió (doctrina francesa), també coneguda com a omissió impròpia (doctrina alemanya), es produïx quan és vulnerada una norma prohibitiva a través de la infracció d'una norma de mandat o d'un especial deure jurídic; es pot dir que l'autor no fa el que ha de fer i produïx un resultat que no ha de produir. Generalment, les fonts que obliguen a la realització d'un determinat comportament són la llei, el contracte, l'actuació precedent o ingerència (quan l'omitent amb una conducta anterior a crea un perill obert), l'assumpció de riscs per qüestió de confiança i certs deures ètics.

## Casos concrets
Esta varietat d'omissió es troba recollida en diversos codis penals del món. Per exemple, en l'article 11 del Codi penal espanyol es diu que:
| « | Els delictes que consistisquen en la producció d'un resultat només s'entendran comesos per omissió quan la no evitació d'estos, en infringir un especial deure jurídic de l'autor, equivalga, segons el sentit del text de la Llei, a la seua causació. A eixe efecte s'equipararà l'omissió a l'acció: (a) quan existisca una específica obligació legal o contractual d'actuar. (b) quan l'omitent haja creat una ocasió de risc per al bé jurídicament protegit mitjançant una acció o omissió precedent. | » |

En l'article 13 de l'alemany:
| « | El qui omitisca evitar un resultat previst en el tipus d'una llei penal, només serà castigat per la llei si li correspon jurídicament garantir la no producció del resultat i l'omissió equival a la realització del tipus legal mitjançant un fer. | » |

En l'article 10 del portugués:
Quan un tipus penal comprén un cert resultat, 

I en el 40, paràgraf segon, de l'italià:
| « | No impedir un fet, existint l'obligació jurídica de fer-ho, equival a ocasionar-lo. | » |